# Mistrovství Evropy ve fotbale 2016 – skupina F
Skupina F byla jednou ze šesti skupin turnaje Mistrovství Evropy ve fotbale 2016. Nalosovány do ní byly týmy Portugalsko, Island, Rakousko a Maďarsko. Zápasy se hrály mezi 14.–22. červnem 2016. Vítězem skupiny se stalo Maďarsko, druhý skončil Island a třetí Portugalsko, které se po potřebných kritériích týmů na třetích místech dostalo do osmifinále jako 3. nejvýše postavený tým.
| Tým         | Z | V | R | P | VG | IG | +/- | B |
| ----------- | - | - | - | - | -- | -- | --- | - |
| Maďarsko    | 3 | 1 | 2 | 0 | 6  | 4  | +2  | 5 |
| Island      | 3 | 1 | 2 | 0 | 4  | 3  | +1  | 5 |
| Portugalsko | 3 | 0 | 3 | 0 | 4  | 4  | 0   | 3 |
| Rakousko    | 3 | 0 | 1 | 2 | 1  | 4  | −3  | 1 |

## Rakousko – Maďarsko
| 14. června 2016 18:00 UTC+1 |        |                        |                                                                     |
| Rakousko                    | 0 : 2  | Maďarsko               | Matmut Atlantique, Bordeaux diváci: 34 424 rozhodčí: Clément Turpin |
|                             | Report | Szalai 62' Stieber 87' | Matmut Atlantique, Bordeaux diváci: 34 424 rozhodčí: Clément Turpin |

## Portugalsko – Island
| 14. června 2016 21:00 UTC+1 |        |               |                                                                              |
| Portugalsko                 | 1 : 1  | Island        | Stade Geoffroy-Guichard, Saint-Étienne diváci: 38 742 rozhodčí: Cüneyt Çakır |
| Nani 31'                    | Report | Bjarnason 50' | Stade Geoffroy-Guichard, Saint-Étienne diváci: 38 742 rozhodčí: Cüneyt Çakır |

## Island – Maďarsko
| 18. června 2016 18:00 UTC+1 |        |                     |                                                                    |
| Island                      | 1 : 1  | Maďarsko            | Stade Vélodrome, Marseille diváci: 60 842 rozhodčí: Sergej Karasev |
| G. Sigurðsson 40' (pen.)    | Report | Sævarsson 88' (vl.) | Stade Vélodrome, Marseille diváci: 60 842 rozhodčí: Sergej Karasev |

## Portugalsko – Rakousko
| 18. června 2016 21:00 UTC+1 |        |          |                                                                 |
| Portugalsko                 | 0 : 0  | Rakousko | Parc des Princes, Paříž diváci: 43 000 rozhodčí: Nicola Rizzoli |
|                             | Report |          | Parc des Princes, Paříž diváci: 43 000 rozhodčí: Nicola Rizzoli |

## Island – Rakousko
| 22. června 2016 18:00 UTC+1     |        |            |                                                                        |
| Island                          | 2 : 1  | Rakousko   | Stade de France, Saint-Denis diváci: 65 714 rozhodčí: Szymon Marciniak |
| Böðvarsson 18' Traustason 90+4' | Report | Schöpf 60' | Stade de France, Saint-Denis diváci: 65 714 rozhodčí: Szymon Marciniak |

## Maďarsko – Portugalsko
| 22. června 2016 18:00 UTC+1 |        |                           |                                                                   |
| Maďarsko                    | 3 : 3  | Portugalsko               | Stade des Lumières, Lyon diváci: 55 514 rozhodčí: Martin Atkinson |
| Gera 19' Dzsudzsák 47', 55' | Report | Nani 42' Ronaldo 50', 62' | Stade des Lumières, Lyon diváci: 55 514 rozhodčí: Martin Atkinson |